# Secondo Campini
Secondo Campini (ur. 28 sierpnia 1904 w Bolonii, zm. 7 lutego 1980 w Mediolanie) – włoski inżynier, pionier w dziedzinie badań nad silnikami odrzutowymi, turbinami gazowymi i turbinami wodnymi. Zaprojektował m.in. silnik do pierwszego włoskiego samolotu odrzutowego Campini-Caproni CC 2 oraz przedstawił prototyp łodzi z napędem pump-jet.

## Koncepcja silnika odrzutowego
Napędem przy pomocy silnika wyrzucającego strumień gazu lub wody o dużej prędkości zaczął się interesować już w 1920, w wieku 16 lat. Po studiach inżynierskich w Bolonii, w 1929 przedstawił pracę dotyczącą możliwości zastosowania silnika odrzutowego (motoreattore Campini), w którym spaliny paliwa były wyrzucane ze znaczną energią przez dyszę, powodując przemieszczanie się pojazdu. W 1931 założył w Mediolanie przedsiębiorstwo VENAR (Campini Velivoli e Navali e Reazione – Pojazdy Morskie i Odrzutowe), pierwsze na świecie, którego zadaniem było opracowywanie i produkcja silników odrzutowych do samolotów i jednostek pływających. W tym samym roku zarejestrował patent na zastosowanie silników odrzutowych w samolotach i statkach, którym zainteresował włoskie ministerstwo obrony. W związku z tym zamówiło ono partię łodzi napędzanych silnikami odrzutowymi.

## Napędwodnoodrzutowyw jednostkach pływających
Również w 1931 roku, dzięki wsparciu firmy Costruzioni Meccaniche Riva z Mediolanu, wyprodukował pierwszą na świecie łódź napędzaną silnikiem strumieniowym: zasysana woda przez pompę odśrodkową, poruszaną przez silnik o mocy 900 KM, była wyrzucana przez dwie dysze wzorowane na turbinie Peltona, napędzając łódź. Ruchome elementy kierujące strumieniem wody zastępowały ster. Podczas testów w Wenecji w 1932, łódź rozwinęła prędkość 28 węzłów.

## Samolot odrzutowy
Silnikiem odrzutowym zainteresował się uznany włoski producent samolotów, Giovanni Caproni, który udostępnił Campiniemu swoje warsztaty w podmediolańskim Taliedo. Po licznych testach silników, w 1933 powstał projekt samolotu odrzutowego Caproni Campini CC 1, który jednak nie opuścił deski kreślarskiej. W 1935 doszło do fuzji przedsiębiorstw, skutkiem czego było zbudowanie i oblatanie w Taliedo trzeciego na świecie samolotu z napędem odrzutowym Caproni Campini CC 2.
CC 2 miał konstrukcję w pełni duraluminiową, był dolnopłatem ze stałą owiewką. Kadłub o przekroju okrągłym, walcowatym. Rozpiętość skrzydeł 14,63 m; długość 12,10; skrzydła o powierzchni nośnej 36,03 m², masa własna 3639 kg, ładowność 5578 kg, prędkość maksymalna 360 km/h na pułapie 3000 m z dopalaczem. Czas wznoszenia na pułap 1000 m wynosił 9 s, pułap maksymalny 4000 m. Po okresie testów, 30 listopada 1941 pułkownik De Bernardi dokonał za sterami CC 2 historycznego przelotu na trasie Mediolan–Rzym, pokonując 475 km w czasie 2 h 11 min. 24 s.
Przelot dokonany w 1940 został uznany oficjalnie przez FAI za pierwszy udany lot odrzutowcem (wcześniejszy lot niemieckim samolotem Heinkel He 178 w 1939 nie był przelotem publicznym)

## Po 1939
W okresie 1940–1941 produkował na zamówienie armii turbosprężarki, zaprojektowane do pracy na pułapie do 12 000 metrów.
W 1942 wyposażył też w 1000-konną turbinę własnej konstrukcji miniaturowy, dwuosobowy okręt podwodny. Był on zdolny do osiągania prędkości 30 węzłów i miał zasięg 1000 km. Przetestowane prototypy zostały zarekwirowane przez Niemców w 1943 i zniszczone w 1944. W 1946 po oddzieleniu się przedsiębiorstwa Caproni, Campini kontynuował prace do 1970, prowadząc liczne testy. W 1948 po przyjeździe do USA skonstruował turbinę do napędu helikoptera, rok później przedstawił projekt dużego, napędzanego przez dwie turbiny helikoptera, zdolnego do uniesienia czołgu o masie 40 ton. Na zlecenie rządu amerykańskiego pracował nad możliwością zastosowania silników turboodrzutowych w napędzanym 4 silnikami tłokowymi eksperymentalnym bombowcu Northrop YB-35. Po 1960 prowadził badania turbin pod kątem optymalizacji zużycia paliwa i kosztów wytwarzania, a także możliwości zastosowania ich w motoryzacji. W latach 70. pracował nad projektem pojazdu poruszającego się po trajektorii balistycznej na pułapie przekraczającym 70 km, planując przebycie dystansu Nowy Jork–Rzym w czasie zaledwie pół godziny bez względu na warunki pogodowe. Ostatnim – nieukończonym – projektem Campiniego była hybryda samochodu i helikoptera, niewielkich rozmiarów pojazdu zdolnego do poruszania się po drogach i do rozwijania w powietrzu prędkości 250 km/h.